# Oostenrijk op de Olympische Zomerspelen 1972
Oostenrijk nam deel aan Olympische Zomerspelen 1972 in München, West-Duitsland. Voor de derde opeenvolgende keer werd geen goud gewonnen.

## Medailleoverzicht
| Sport       | Olympiër         | Discipline       | Medaille |
| ----------- | ---------------- | ---------------- | -------- |
| Kanovaren   | Norbert Sattler  | K-1 slalom (m)   | Zilver   |
| Atletiek    | Ilona Gusenbauer | hoogspringen (v) | Brons    |
| Schietsport | Rudolf Dollinger | 50m pistool      | Brons    |

## Deelnemers en resultaten

### Atletiek
| Olympiër                                                           | Discipline         | Resultaat | Prestatie |
| ------------------------------------------------------------------ | ------------------ | --------- | --- |
| Axel Nepraunik                                                     | 100m (m)           | 42e       | serie 12: 5de in 10,61 |
| Georg Regner Axel Nepraunik Günther Würfel Helmut Lang             | 4x100m (m)         | DSQ       | serie 1: 4de in 40,49 halve finale 1: gediskwalificeerd |
| Heimo Reinitzer                                                    | discuswerpen (m)   | 27e       | kwalificatie groep B: 14de met 52,56m |
| Peter Sternad                                                      | kogelslingeren (m) | 17e       | kwalificatie groep B: 8ste met 66,74m finale: 66,64m |
| Sepp Zeilbauer                                                     | tienkamp (m)       | 9e        | 100m: 9de in 10,97 verspringen: 12de met 7,16m kogelstoten: 23ste met 13,49m hoogspringen: 5de met 2,01m 400m: 9de in 48,77 110m horden: 9de in 15,13 discuswerpen: 18de met 40,84m polsstokhoogspringen: 13de met 4,30m speerwerpen: 4de met 64,46m 1500m: 19de in 4.58,2 totaal: 7741 punten |
|                                                                    |                    |           | |
| Karoline Käfer                                                     | 200m (v)           | 21e       | serie 5: 4de in 24,42 kwartfinale 3: 6de in 23,92 |
| Christiane Casapicola                                              | 400m (v)           | DNS       | serie 2: niet gestart |
| Karoline Käfer                                                     | 400m (v)           | 19e       | serie 1: 5de in 53,60 kwartfinale 1: 5de in 52,82 |
| Maria Sykora                                                       | 400m (v)           | 36e       | serie 3: 6de in 54,46 |
| Maria Sykora                                                       | 800m (v)           | 11e       | serie 3: 3de in 2.01,82 halve finale 2: 6de in 2.02,44 |
| Christiane Casapicola Maria Sykora Gerlinde Massing Karoline Käfer | 4x400m (v)         | 12e       | serie 2: 6de in 3.42,2 |
| Ilona Gusenbauer                                                   | hoogspringen (v)   | Brons     | kwalificatie groep A: 1ste met 1,76m finale: 3de met 1,88m |
| Eva Janko                                                          | speerwerpen (v)    | 6e        | kwalificatie: 7de met 56,18m finale: 6de met 58,56m |
| Liese Prokop                                                       | vijfkamp (v)       | DNF       | 100m horden: 14de in 14,11 kogelstoten: 3de met 15,14m hoogspringen: 14de met 1,65m verspringen: niet gestart |

### Boksen
| Olympiër     | Discipline | Resultaat | Prestatie                                         |
| ------------ | ---------- | --------- | ------------------------------------------------- |
| Franz Csandl | -71kg (m)  | 17e       | 1ste ronde: vrij 2de ronde: V van CUB Garbey: 0-5 |

### Gewichtheffen
| Olympiër         | Discipline  | Resultaat | Prestatie                                                                                |
| ---------------- | ----------- | --------- | ---------------------------------------------------------------------------------------- |
| Kurt Pittner     | -60kg (m)   | 5e        | drukken: 4de met 125kg trekken: 7de met 112,5kg stoten: 3de met 145kg totaal: 382,5kg    |
| Walter Legel     | -67,5kg (m) | DSQ       | drukken: 16de met 127,5kg trekken: 12de met 117,5kg stoten: 12de met 150kg totaal: 395kg |
| Leopold Pichler  | -75kg (m)   | DNF       | drukken: 12de met 145kg trekken: niet gestart                                            |
| Reinhold Platzer | -82,5kg (m) | 10e       | drukken: 11de met 145kg trekken: 10de met 130kg stoten: 12de met 167,5kg totaal: 442,5kg |
| Rudolf Hill      | -90kg (m)   | DNF       | drukken: geen geldige poging                                                             |
| Rudolf Litsch    | -90kg (m)   | 14e       | drukken: 12de met 152,5kg trekken: 14de met 130kg stoten: 14de met 172,5kg totaal: 455kg |

### Judo
| Olympiër         | Discipline      | Resultaat | Prestatie |
| ---------------- | --------------- | --------- | --- |
| Erich Pointer    | -63kg (m)       | 19e       | 1ste ronde: V van YUG Topolčik: Te-guruma |
| Gerold Jungwirth | -70kg (m)       | 10e       | 1ste ronde: W van LIE Büchel: Okuri-eri-jime 2de ronde: W van PHI Dyogi: Yusei-gachi kwartfinale: V van URS Novikov: Ashi-garami                                                                                              |
| Lutz Lischka     | -80kg (m)       | 5e        | 1ste ronde: vrij 2de ronde: W van MAR Slimani: Tai-otoshi 3de ronde: W van SUI Aubert: Yusei-gachi kwartfinale: V van KOR Oh: Seoi-nage herkansingen: W van TCH Jákl: Tai-otoshi herkansingen 2: V van JPN Sekine: Tai-otoshi |
| Eduard Aellig    | -93kg (m)       | 13e       | 1ste ronde: W van CRC Solórzano: O-uchi-gari 2de ronde: V van YUG Bajčetić: Yusei-gachi |
| Erich Butka      | +93kg (m)       | 11e       | 1ste ronde: vrij 2de ronde: V van CAN Rogers: Yusei-gachi |
| Johann Pollak    | open klasse (m) | 19e       | 1ste ronde: V van MGL Rentsendorj: Yusei-gachi |

### Kanovaren
| Olympiër                                                        | Discipline    | Resultaat | Prestatie                                                                            |
| Slalom                                                          | Slalom        | Slalom    | Slalom                                                                               |
| --------------------------------------------------------------- | ------------- | --------- | ------------------------------------------------------------------------------------ |
| Heimo Müllneritsch Helmar Steindl                               | C-2 (m)       | 8e        | run 1: 7de in 374,14 run 2: 13de in 456,72                                           |
| Kurt Presslmayr                                                 | K-1 (m)       | 10e       | run 1: 9de in 322,10 run 2: 8de in 311,36                                            |
| Norbert Sattler                                                 | K-1 (m)       | Zilver    | run 1: 1ste in 270,76 run 2: 6de in 301,31                                           |
| Hans Schlecht                                                   | K-1 (m)       | 15e       | run 1: 20ste in 379,19 run 2: 11de in 319,60                                         |
|                                                                 |               |           |                                                                                      |
| Barbara Sattler-Kovacevic                                       | K-1 (v)       | 18e       | run 1: 14de in 557,67 run 2: 15de in 568,88                                          |
| Sprint                                                          |               |           |                                                                                      |
| Günther Pfaff                                                   | K-1 1000m (m) | 12e       | serie 1: 5de in 4.10,17 herkansingen: 1ste in 4.01,07 halve finale 3: 4de in 3.57,70 |
| Günther Pfaff Helmut Hediger                                    | K-2 1000m (m) | 7e        | serie 1: 2de in 3.43,34 halve finale 3: 2de in 3.34,09 finale: 7de in 3.36,61        |
| Gerhard Siebold Kurt Heubusch Heinz Rodinger Alfred Zechmeister | K-4 1000m (m) | 17e       | serie 3: 5de in 3.27,77 herkansingen: 5de in 3.21,97                                 |

### Moderne vijfkamp
| Olympiër                                         | Discipline      | Resultaat | Prestatie |
| ------------------------------------------------ | --------------- | --------- | --- |
| Bruno Jerebicnik                                 | individueel (m) | 44e       | paardensport: 54ste met 265 strafpunten schermen: 14de met 33 overwinningen schietsport: 33ste met 186 punten zwemmen: 50ste in 4.05,6 atletiek: 43ste in 14.15,0 totaal: 4415 punten  |
| Wolfgang Leu                                     | individueel (m) | 18e       | paardensport: 8ste met 15 strafpunten schermen: 14de met 33 overwinningen schietsport: 14de met 191 punten zwemmen: 38ste in 3.52,9 atletiek: 50ste in 14.24,1 totaal: 4852 punten     |
| Peter Zobl-Wessely                               | individueel (m) | 35e       | paardensport: 50ste met 220 strafpunten schermen: 24ste met 30 overwinningen schietsport: 26ste met 187 punten zwemmen: 50ste in 4.05,6 atletiek: 22ste in 13.35,3 totaal: 4545 punten |
| Bruno Jerebicnik Wolfgang Leu Peter Zobl-Wessely | team (m)        | 11e       | paardensport: 17de met 2800 punten schermen: 5de met 2540 punten schietsport: 5de met 2604 punten zwemmen: 15de met 2828 punten atletiek: 13de met 3093 punten totaal: 13865 punten    |

### Paardensport
| Olympiër                                                           | Discipline  | Resultaat | Prestatie |
| Eventing                                                           | Eventing    | Eventing  | Eventing |
| ------------------------------------------------------------------ | ----------- | --------- | --- |
| Ferdinand Croy                                                     | individueel | 21e       | dressuur: 17de met 50,67 strafpunten cross-country: 23ste met 16,40 punten springconcours: 28ste met 20 strafpunten totaal: 54,27 strafpunten        |
| Friedrich Resch                                                    | individueel | 40e       | dressuur: 15de met 50,00 strafpunten cross-country: 40ste met 152,80 strafpunten springconcours: 28ste met 20 strafpunten totaal: 172,80 strafpunten |
| Wolf-Dieter Rihs                                                   | individueel | 45e       | dressuur: 46ste met 63,33 strafpunten cross-country: 46ste met 175,20 punten springconcours: 28ste met 20 strafpunten totaal: 258,53 strafpunten     |
| Rüdiger Wassibauer                                                 | individueel | DNF       | dressuur: 29ste met 55,67 strafpunten cross-country: niet gefinisht                                                                                  |
| Ferdinand Croy Friedrich Resch Wolf-Dieter Rihs Rüdiger Wassibauer | team        | 12e       | dressuur: 7de met 156,34 strafpunten cross-country: 16de met 75,25 strafpunten springconcours: 12de met 60 strafpunten totaal: 485,60 strafpunten    |
| Springconcours                                                     |             |           | |
| Hugo Simon                                                         | individueel | 4e        | 1ste ronde: 12de met 4,75 strafpunten 2de ronde: 1ste met 4 strafpunten totaal: 8,75 strafpunten                                                     |

### Roeien
| Olympiër | Discipline      | Resultaat | Prestatie                                                                       |
| --- | --------------- | --------- | ------------------------------------------------------------------------------- |
| Manfred Krausbar Sepp Puchinger | dubbel-twee (m) | 14e       | serie 4: 3de in 7.29,13 herkansingen: 4de in 7.16,16                            |
| Hans Fortmüller Ulli Wolf | twee-zonder (m) | 14e       | serie 2: 5de in 7.38,53 herkansingen: 4de in 7.44,45                            |
| Rainer Hinteregger Manfred Grieshofer Werner Grieshofer                                                                                 | twee-met (m)    | 16e       | serie 2: 4de in 8.08,88 herkansingen: 4de in 8.15,94                            |
| Martin Hinterleitner Norbert Hlobil Kurt Sandhäugl Peter Preiß Manfred Ruthner Peter Bredl Karl Sinzinger Franz Nitsche Peter Wetzstein | acht (m)        | 12e       | serie 1: 3de in 6.20,60 halve finale 1: 6de in 7.05,51 finale B: 6de in 6.27,86 |

### Schermen
| Olympiër                                                                         | Discipline      | Resultaat | Prestatie |
| -------------------------------------------------------------------------------- | --------------- | --------- | --- |
| Roland Losert                                                                    | degen (m)       | 35e       | 1ste ronde groep 6: 2de V van NOR von Krogh: 1-5 W van ROU Istrate: 5-2 W van ARG Saucedo: 5-1 W van LIB Sleiman: 5-1 2de ronde groep 3: 5de V van POL Nielaba: 4-5 G van URS Kriss: 5-5 V van ITA Granieri: 3-5 V van NOR Mørch: 4-5 W van DEN Askjær-Friis: 5-2 |
| Karl-Heinz Müller                                                                | degen (m)       | 30e       | 1ste ronde groep 11: 2de V van HUN Schmitt: 3-5 W van SWE Jönsson: 5-4 W van MEX Calderón: 5-3 W van CAN Obst: 5-1 V van ROU Pongratz: 2-5 2de ronde groep 6: 4de V van HUN Kulcsár: 2-5 V van POL Gonsior: 3-5 W van GDR Melzig: 5-2 W van SWE Jönsson: 5-4 W van MEX Stephens: 5-2 |
| Rudolf Trost                                                                     | degen (m)       | 17e       | 1ste ronde groep 5: 3de V van URS Paramonov: 2-5 V van GDR Uhlig: 4-5 W van USA Masin: 5-4 W van IRI Pashapour-Alamadari: 5-3 W van LUX Mannelli: 5-3 2de ronde groep 5: 3de V van URS Valetov: 0-5 W van GDR Uhlig: 5-2 W van GBR Bourne: 5-3 W van CAN Wiedel: 5-4 W van ARG Feraud: 5-4 kwartfinale 1: 5de V van ROU Pongratz: 3-5 V van URS Paramonov: 4-5 V van POL Gonsior: 3-5 W van FRA Brodin: 5-4 W van HUN Schmitt: 5-3 |
| Roland Losert Karl-Heinz Müller Herbert Polzhuber Rudolf Trost Rudi Niedermüller | degen team (m)  | 9e        | 1ste ronde groep 2: 2de V van Sovjet-Unie: 3-9 W van Italië: 9-7 W van Canada: 12-4 2de ronde: V van Noorwegen: 3-9 |
| Roland Losert                                                                    | floret (m)      | 34e       | 1ste ronde groep 5: 4de V van AUS Benko: 4-5 W van POL Woyda: 5-0 W van ROU Haukler: 5-3 V van CUB Salvat: 0-5 V van LIB Darricau: 3-5 2de ronde groep 4: 6de V van HUN Kamuti: 1-5 V van URS Koteshev: 2-5 V van FRA Noël: 1-5 V van FRG Reichert: 2-5 V van ROU Mureșanu: 4-5 |
| Hans Brandstätter                                                                | sabel (m)       | 28e       | 1ste ronde groep 6: 2de V van FRA Bonnissent: 3-5 W van POL Nowara: 5-2 W van ROU Budahazi: 5-4 W van SUI Mohos: 5-2 2de ronde groep 4: 5de V van HUN Pézsa: 2-5 V van FRA Bena: 2-5 V van URS Nazlymov: 0-5 V van FRG Höhne: 3-5 W van SUI Gombay: 5-4 |
| Bernd Brodar                                                                     | sabel (m)       | 37e       | 1ste ronde groep 1: 5de V van ITA Maffei: 2-5 V van USA Orban: 4-5 V van BUL Stavrev: 2-5 V van CUB Salazar: 4-5 W van HKG Chan: 5-4 |
| Fritz Prause                                                                     | sabel (m)       | 33e       | 1ste ronde groep 2: 2de V van ITA Montano: 2-5 W van POL Pawłowski: 5-4 W van SUI Gombay: 5-1 W van URS Rakita: 5-2 W van HKG Elliott: 5-2 2de ronde groep 3: 6de V van POL Pawłowski: 1-5 V van ITA Maffei: 2-5 V van FRG Wischeidt: 2-5 V van USA Orban: 1-5 V van GBR Oldcorn: 4-5 |
| Hans Brandstätter Bernd Brodar Fritz Prause Günther Ulrich Erwin Baumgartner     | sabel team (m)  | 9e        | 1ste ronde groep 4: 3de V van Polen: 4-12 G van Bondsrepubliek Duitsland: 8-8 G van Zwitserland: 8-8 |
|                                                                                  |                 |           | |
| Hannelore Hradez                                                                 | floret (v)      | 35e       | 1ste ronde groep 3: 5de V van HUN Farkasinszky-Bóbis: 0-4 V van FRA Dumont-Gapais: 1-4 V van BEL Lecomte: 1-4 V van ROU Pascu: 2-4 |
| Elke Radlingmaier                                                                | floret (v)      | 29e       | 1ste ronde groep 5: 4de V van URS Gorokhova: 2-4 V van ROU Gyulai: 2-4 W van ITA Lorenzoni: 4-2 V van CAN Hennyey: 2-4 |
| Waltraut Repa                                                                    | floret (v)      | 41e       | 1ste ronde groep 1: 6de V van URS Zabelina: 2-4 V van DEN Madsen: 1-4 V van FRA Demaille: 0-4 W van CUB Infante: 4-2 W van USA King: 4-3 |
| Ingrid Gosch Hannelore Hradez Adrienne Krebitz Elke Radlingmaier Waltraut Repa   | floret team (v) | 11e       | 1ste ronde groep 3: 4de V van Sovjet-Unie: 4-12 V van Hongarije: 3-13 |

### Schietsport
| Olympiër            | Discipline             | Resultaat | Prestatie                             |
| ------------------- | ---------------------- | --------- | ------------------------------------- |
| Guido Loacker       | 50m geweer 3 houdingen | 39e       | 1126 punten: (396-355-375)            |
| Wolfram Waibel, Sr. | 50m geweer 3 houdingen | 25e       | 1137 punten: (392-364-381)            |
| Karl Fröschl        | 50m geweer liggend     | 67e       | 587 punten: (100-97-97-99-99-95)      |
| Wolfram Waibel, Sr. | 50m geweer liggend     | 13e       | 596 punten: (100-100-100-98-100-98)   |
| Rudolf Dollinger    | 50m pistool            | Brons     | 560 punten: (91-96-92-94-95-92)       |
| Hubert Garschall    | 50m pistool            | 21e       | 548 punten: (91-91-93-95-90-88)       |
| Hubert Garschall    | 25m snelvuurpistool    | 32e       | 581 punten: (198-196-187)             |
| Gerhard Petritsch   | 25m snelvuurpistool    | 8e        | 590 punten: (198-196-196)             |
| Josef Meixner       | trap                   | 20e       | 186 punten: (24-21-23-23-23-23-25-24) |

### Schoonspringen
| Olympiër          | Discipline    | Resultaat | Prestatie                                                        |
| ----------------- | ------------- | --------- | ---------------------------------------------------------------- |
| Josef Kien        | 3m plank (m)  | 32e       | voorronde: 32ste met 285,30 punten                               |
| Rudolf Kruspel    | 3m plank (m)  | 31e       | voorronde: 31ste met 293,58 punten                               |
| Rudolf Kruspel    | 10m toren (m) | 33e       | voorronde: 33ste met 248,07 punten                               |
| Niki Stajković    | 10m toren (m) | 18e       | voorronde: 18de met 280,29 punten                                |
|                   |               |           |                                                                  |
| Ingeborg Pertmayr | 10m toren (v) | 8e        | voorronde: 12de met 185,19 punten finale: 8ste met 321,03 punten |

### Wielersport
| Olympiër                                                     | Discipline         | Resultaat | Prestatie |
| Weg                                                          | Weg                | Weg       | Weg       |
| ------------------------------------------------------------ | ------------------ | --------- | --------- |
| Roman Humenberger                                            | wegwedstrijd (m)   | 14e       | 4:15.13   |
| Rudolf Mitteregger                                           | wegwedstrijd (m)   | 71e       | 4:17.09   |
| Wolfgang Steinmayr                                           | wegwedstrijd (m)   | 55e       | 4:17.09   |
| Johann Summer                                                | wegwedstrijd (m)   | 46e       | 4:17.09   |
| Sigi Denk Roman Humenberger Rudolf Mitteregger Johann Summer | ploegentijdrit (m) | 10e       | 2:14.48,5 |

### Worstelen
| Olympiër       | Discipline  | Resultaat   | Prestatie |
| Vrije stijl    | Vrije stijl | Vrije stijl | Vrije stijl |
| -------------- | ----------- | ----------- | --- |
| Ernst Hack     | -57kg (m)   | 22e         | 1ste ronde: V van JPN Yanagida: beslissing 2de ronde: V van KOR An: beslissing                                      |
| Bruno Hartmann | -74kg (m)   | 20e         | 1ste ronde: V van MGL Sereeter: beslissing 2de ronde: V van SUI Blaser: beslissing                                  |
| Grieks-Romeins |             |             | |
| Ernst Hack     | -57kg (m)   | 19e         | 1ste ronde: V van MGL Damdinsharav: beslissing 2de ronde: V van ITA Scuderi: beslissing                             |
| Josef Brötzner | -68kg (m)   | 18e         | 1ste ronde: V van TUR Hışırlı 2de ronde: V van ITA Ranzi: beslissing                                                |
| Franz Berger   | -74kg (m)   | 10e         | 1ste ronde: V van URS Igumenov: beslissing 2de ronde: W van BEL Bens 3de ronde: V van GRE Galaktopoulos: beslissing |

### Zeilen
| Olympiër                                       | Discipline      | Resultaat | Prestatie                           |
| ---------------------------------------------- | --------------- | --------- | ----------------------------------- |
| Kurt Seidl Ernst Seidl                         | flying dutchman | 18e       | 127,0 punten: (15-5-26-DNS-18-9-19) |
| Hubert Raudaschl Erich Moritz                  | tempest klasse  | 10e       | 84,4 punten: (5-6-13-15-3-12-14)    |
| Manfred Stelzl Peter Luschan                   | star klasse     | 11e       | 92,0 punten: (8-15-5-15-7-7-18)     |
| Uli Strohschneider Peter Denzel Robert Haschka | soling klasse   | 17e       | 95,0 punten: (26-16-15-13-13-8)     |
| Harald Fereberger Franz Eisl Karl Stangl       | drakenklasse    | 10e       | 71,7 punten: (9-6-13-5-10-17)       |

### Zwemmen
| Olympiër           | Discipline          | Resultaat | Prestatie               |
| ------------------ | ------------------- | --------- | ----------------------- |
| Helmut Podolan     | 100m rugslag (m)    | 22e       | serie 3: 5de in 1.01,49 |
| Helmut Podolan     | 200m rugslag (m)    | 19e       | serie 5: 5de in 2.13,63 |
| Steffen Kriechbaum | 100m schoolslag (m) | 27e       | serie 3: 6de in 1.09,87 |
| Steffen Kriechbaum | 200m schoolslag (m) | 17e       | serie 3: 3de in 2.30,09 |

Afghanistan · Albanië · Algerije · Amerikaanse Maagdeneilanden · Argentinië · Australië · Bahama's · Barbados · België · Bermuda · Birma · Bolivia · Bondsrepubliek Duitsland · Brazilië · Brits-Honduras · Bulgarije · Canada · Ceylon · Chili · Colombia · Congo-Brazzaville · Costa Rica · Cuba · Dahomey · Denemarken · Dominicaanse Republiek · Duitse Democratische Republiek · Ecuador · Egypte · El Salvador · Ethiopië · Fiji · Filipijnen · Finland · Frankrijk · Gabon · Ghana · Griekenland · Groot-Brittannië · Guatemala · Guyana · Haïti · Hongarije · Hongkong · Ierland · IJsland · India · Indonesië · Iran · Israël · Italië · Ivoorkust · Jamaica · Japan · Joegoslavië · Kameroen · Kenia · Khmerrepubliek · Koeweit · Lesotho · Libanon · Liberia · Liechtenstein · Luxemburg · Madagaskar · Malawi · Maleisië · Mali · Malta · Marokko · Mexico · Monaco · Mongolië · Nederland · Nederlandse Antillen · Nepal · Nicaragua · Nieuw-Zeeland · Niger · Nigeria · Noord-Korea · Noorwegen · Oeganda · Oostenrijk · Opper-Volta · Pakistan · Panama · Paraguay · Peru · Polen · Portugal · Puerto Rico · Roemenië · San Marino · Saoedi-Arabië · Senegal · Singapore · Soedan · Somalië · Sovjet-Unie · Spanje · Suriname · Swaziland · Syrië · Taiwan · Tanzania · Thailand · Togo · Trinidad en Tobago · Tsjaad · Tsjecho-Slowakije · Tunesië · Turkije · Uruguay · Venezuela · Verenigde Staten · Vietnam · Zambia · Zuid-Korea · Zweden · Zwitserland